# Kaplica na Podjaworzu
Kaplica pw. św. Piotra i Pawła na Podjaworzu – kaplica rzymskokatolicka znajdująca się w diecezji tarnowskiej w dekanacie Grybów, Parafia Grybów. Wybudowana w 1945.

## Historia
Kaplica pw. św. Piotra i Pawła z 1945 r., została wybudowana na placu ofiarowanym przez Katarzynę i Piotra Gurbów, z przerobionego nieco drewnianego baraku przetransportowanego z Pustkowa koło Dębicy, zaprojektowana przez inż. Zdzisława Mączeńskiego, prof. Politechniki Warszawskiej. W roku 1965 dobudowano prezbiterium, dwie zakrystie, przedsionek i drewnianą wieżę wysoką na 17 metrów – w oparciu o szkice sporządzone przez inż. Mączeńskiego. Ołtarze boczne typowo ludowe, zostały zaprojektowane przez inż. Witolda Popławskiego w Krakowa i wykonane w roku 1986.

## Architektura
Kościół drewniany, orientowany, kryty blachą, jednonawowy z węższym prostokątnym prezbiterium zakończonym trójbocznie, do którego przylegają symetrycznie dwie zakrystie. Do frontowej ściany przylega wieża o podstawie kwadratu wraz z dwoma przedsionkami od zachodu i południa oraz pomieszczeniem od północy. Dach dwuspadowy, z wieżyczką na sygnaturkę na przecięciu ramion transeptu oraz wysoką wieżą na planie kwadratu (I poziom) i sześciokąta (II poziom) z blendami w części zachodniej. Wnętrze drewniane, nakryte stropem półkolistym w nawie oraz płaskim w zakrystiach i wieży. Główny ołtarz architektoniczny, trójkondygnacyjny, flankowany pilastrami i kolumnami o głowicach korynckich, pozłacanych, z ok. 1840–1841, pochodzi z dawnego kościoła parafialnego w Grybowie, z obrazem św. Piotra Apostoła. Ołtarze boczne typowo ludowe, architektonicznie nawiązują do ołtarza głównego. W oknach prezbiterium witraże z przedstawieniem św. Pawła Apostoła i Jana Pawła II.

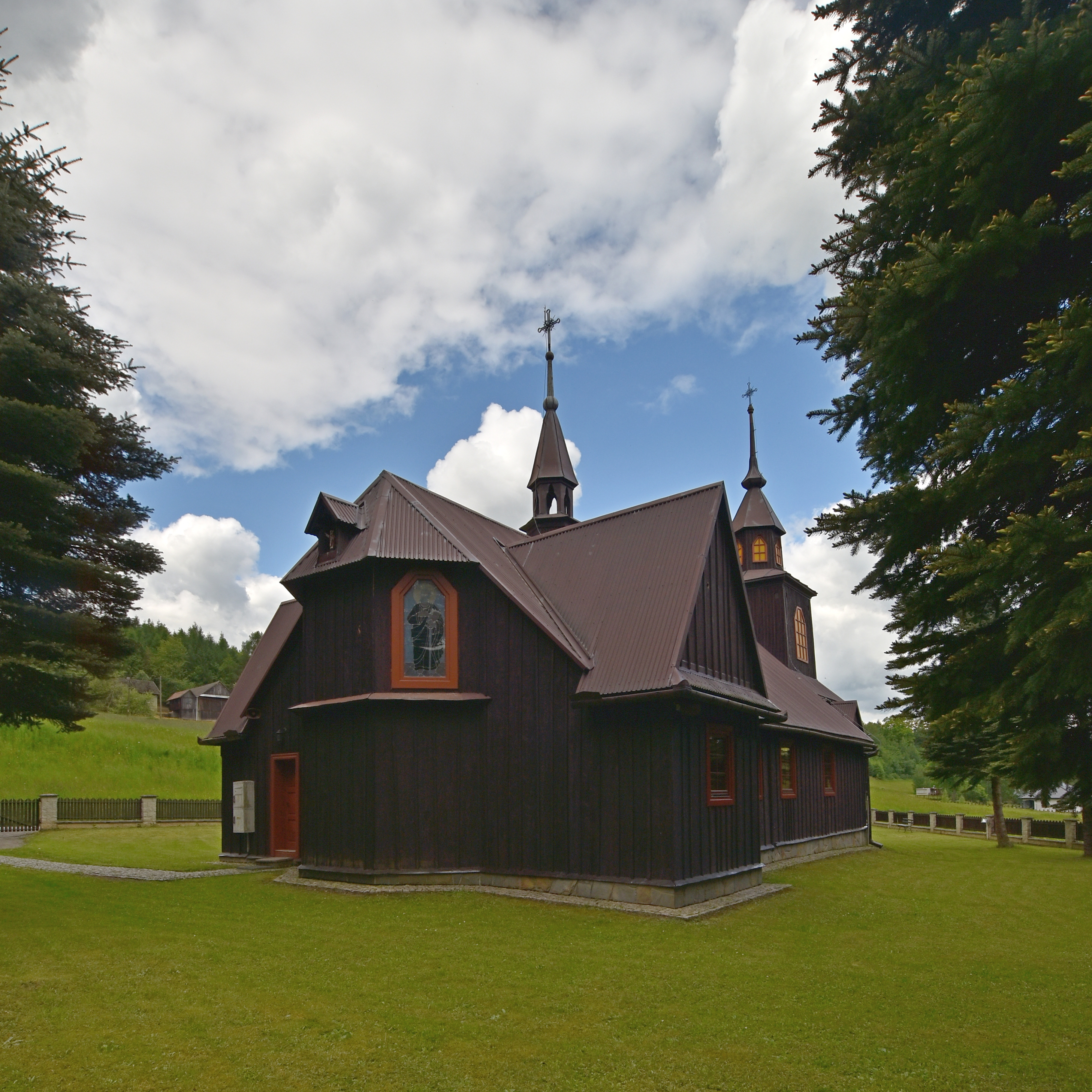
Widok od strony prezbiterium
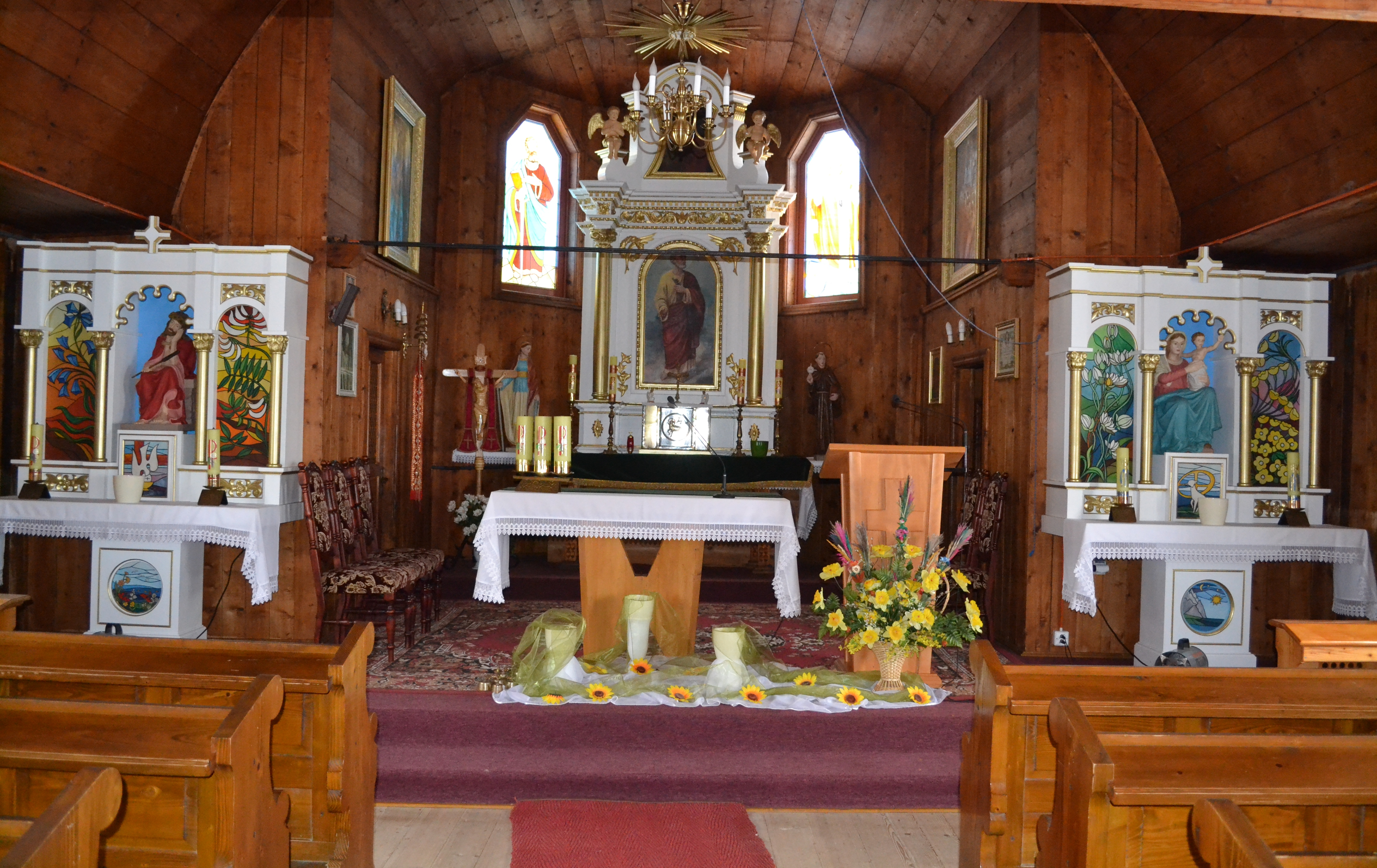
Wnętrze
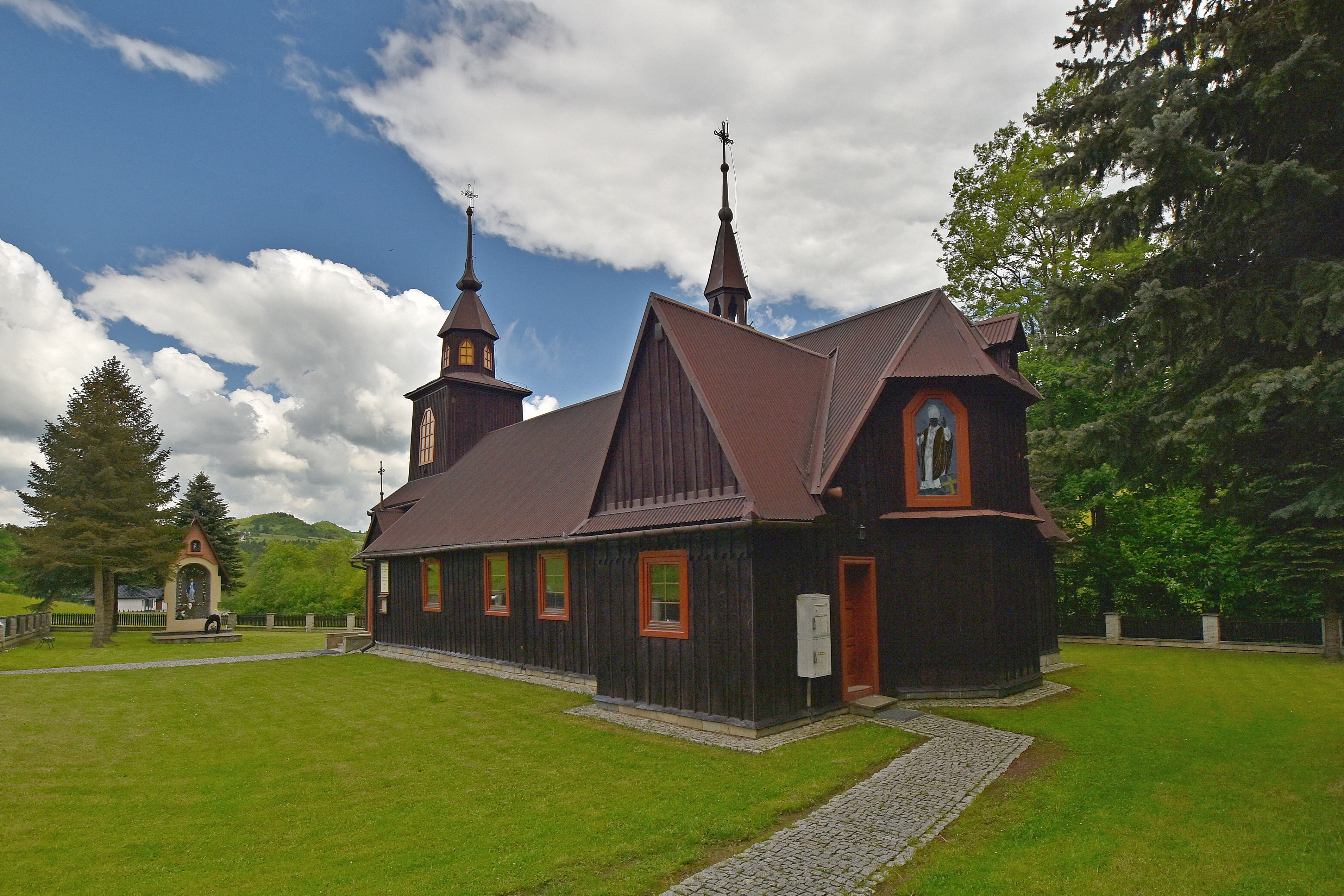
Elewacja frontowa